# Tom Glynn-Carney
Tom Glynn-Carney (ur. 7 lutego 1995 w Salford) – angielski aktor.

## Życiorys
Glynn-Carney przyszedł na świat 7 lutego 1995 roku w Salford. Studiował aktorstwo na Guildhall School of Music and Drama. Pierwszy raz na ekranie pojawił się w 2013 roku w serialu BBC "Casualty".

## Filmografia[3][4]
- 2013: Casualty -  George Thorne (2 odcinki)
- 2017: Ostatni posterunek - Tony Armstrong
- 2017: Dunkierka - Peter
- 2018: Doing money - Sean
- 2019: Stilts - Rafe
- 2019: Rialto - Jay
- 2019: Król - Harry Hotspur
- 2019: Tolkien - Christopher Wiseman
- 2021: Domina - młody Gajusz
- 2022: Oddział dla zuchwałych - Mike Sadler
- 2022: Ród Smoka - Aegon Targaryen
- 2023: Księga Clarence'a - Decimus
- 2024: The Jetty - Malachy Granger